# Джой, Джордж
Джордж Джой (Джордж Уильям Джой, Джордж У. Джой; англ. George W. Joy; 7 июля 1844, Дублин — 28 октября 1925[…], Purbrook, Гэмпшир) — британский ирландский художник.

## Биография
Родился в 1844 году в Дублине в семье, возводившей свои корни к гугенотам, бежавшим из Франции и поселившимся в ирландском графстве Антрим в 1612 году. Сын материально успешного врача Уильяма Брюса Джоя и брат скульптора Альберта Брюса-Джоя. 
Изначально отец мальчик планировал, что тот сделает карьеру офицера, однако, когда Джордж серьёзно травмировал ногу, стало ясно, что он не подходит для военной службы. Зато, подростком Джордж хорошо рисовал и недурно играл на скрипке. Он окончил частную школу Харроу, а затем учился в Школе искусств Южного Кенсингтона и британской Королевской академии художеств у Джона Эверетта Милле, Фредерика Лейтона и Джорджа Фредерика Уоттса.
В 1868 году, для продолжения образования, отправился в Париж, где два года учился под руководством Леона Бонна и Шарля Франсуа Жалабера.
Вернувшись в Лондон около 1870 года, Джой достаточно быстро сделал себе имя, как исторический живописец и мастер жанровых сцен. Он регулярно выставлял свои работы на ежегодных выставках Королевской академии, тогда как некоторые отправлял на выставки в Париж.
Вероятно, самой известной картиной Джоя является работа «Гибель генерала Гордона» (генерал Гордон, губернатор Хартума (Судан), изображён на пороге своей резиденции, с отвагой и стойкостью встречающим планирующих убить его участников восстания махдистов, ворвавшихся в город после длительной осады, продлившейся почти год). Ныне картина, написанная в 1893 году, хранится в Городском музее Лидса. 
Оба сына Джоя погибли на фронтах Первой мировой войны. Сам художник скончался в 1925 году в небольшой деревне в графстве  Гэмпшир, где он уже долгое время проживал, удалившись от дел.

## Галерея

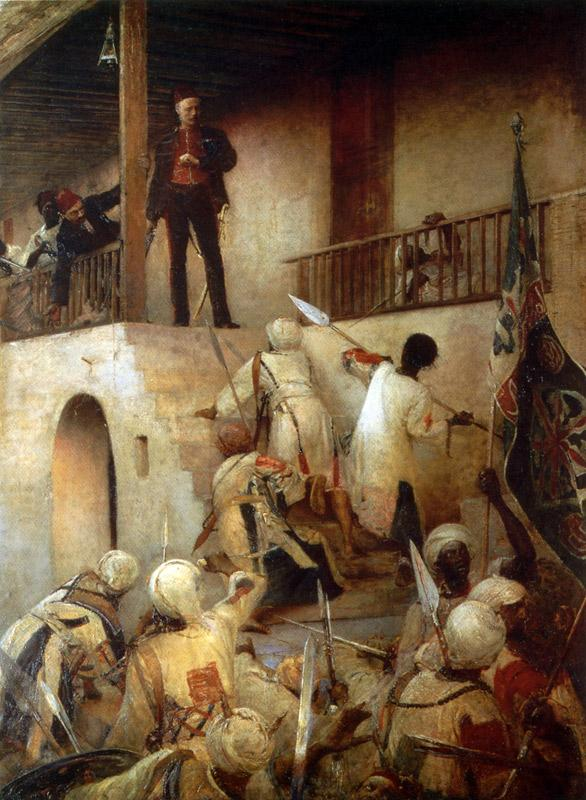
Гибель генерала Гордона в Хартуме
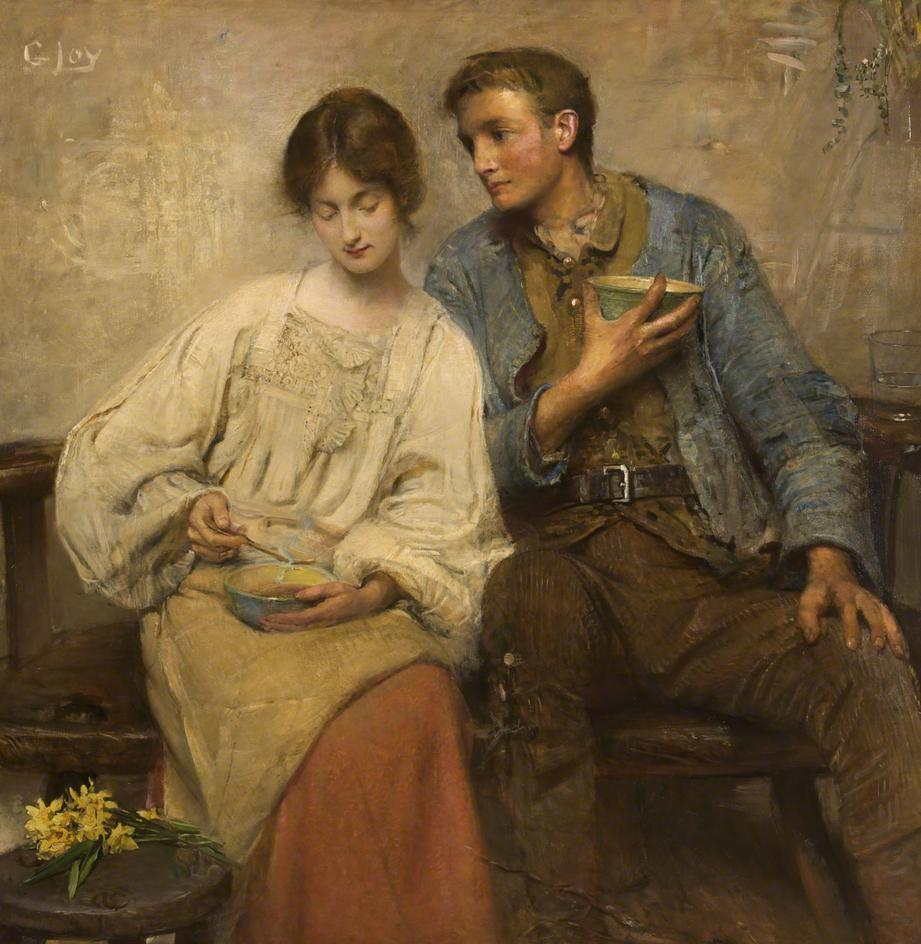
Травяной чай
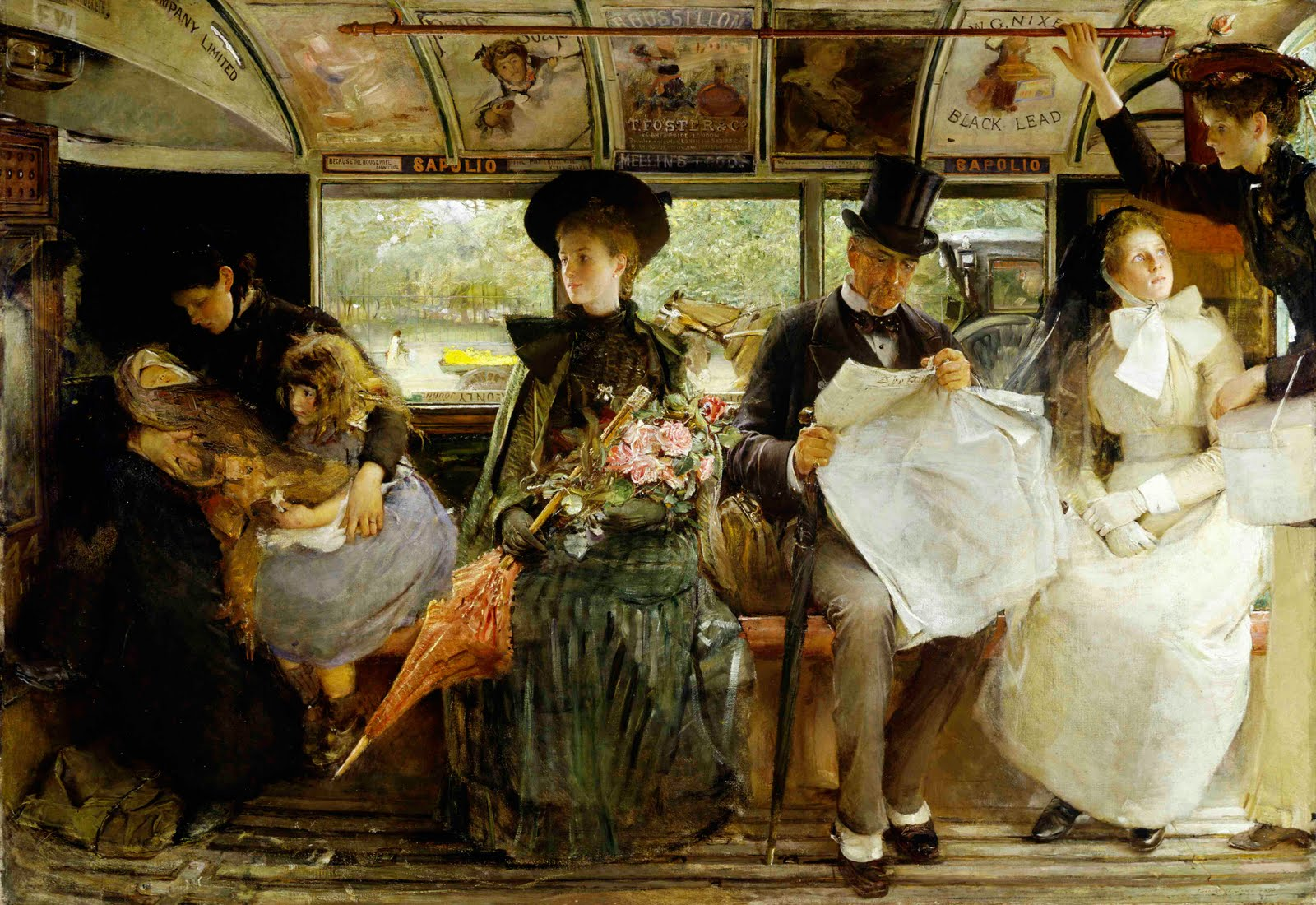
Сцена в омнибусе
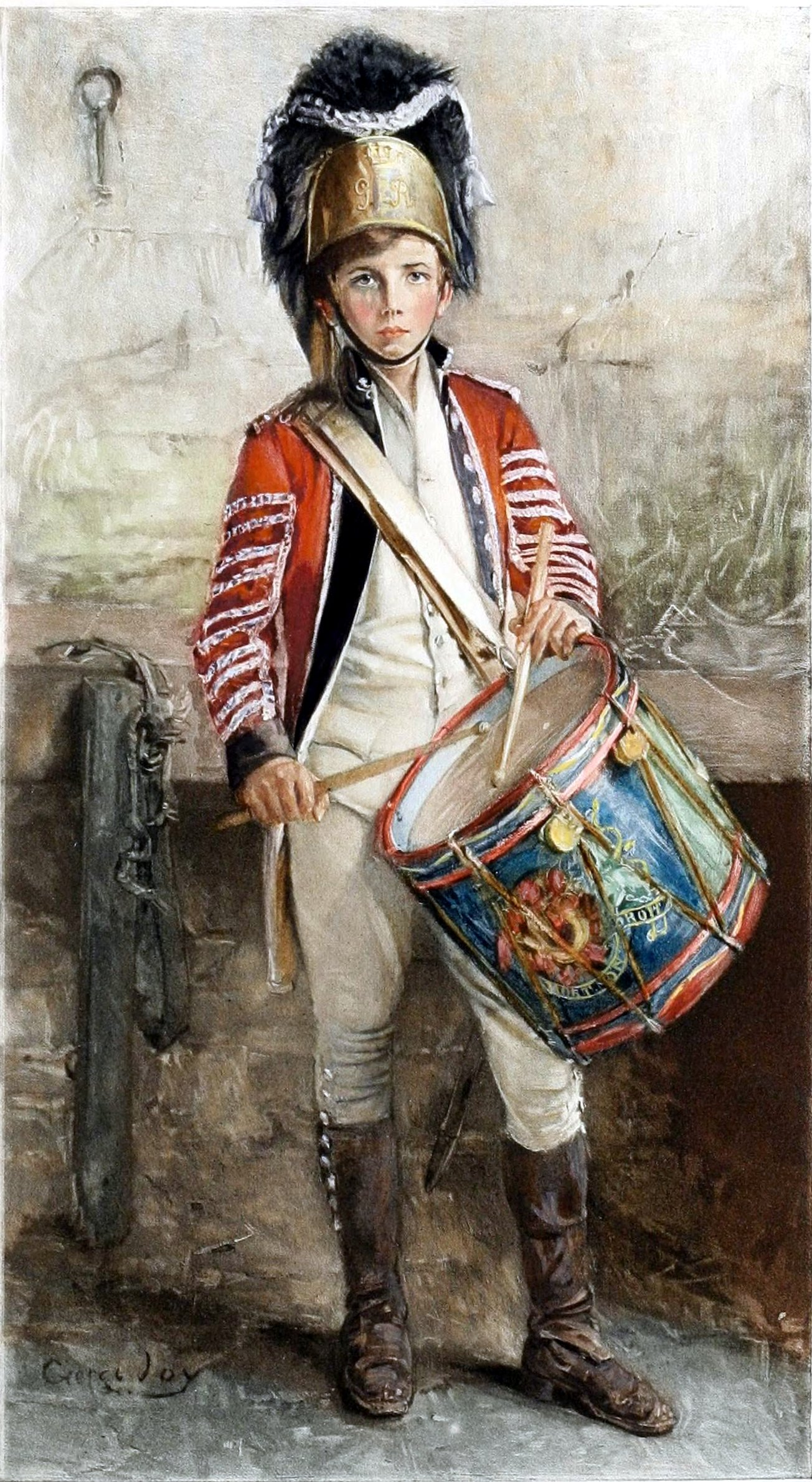
Мальчик-барабанщик британского пехотного полка
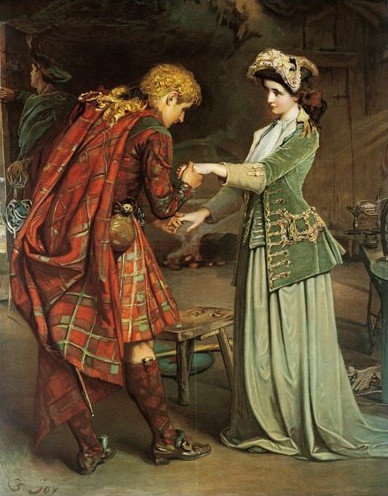
Красавчик принц Чарли и Флора Макдональд
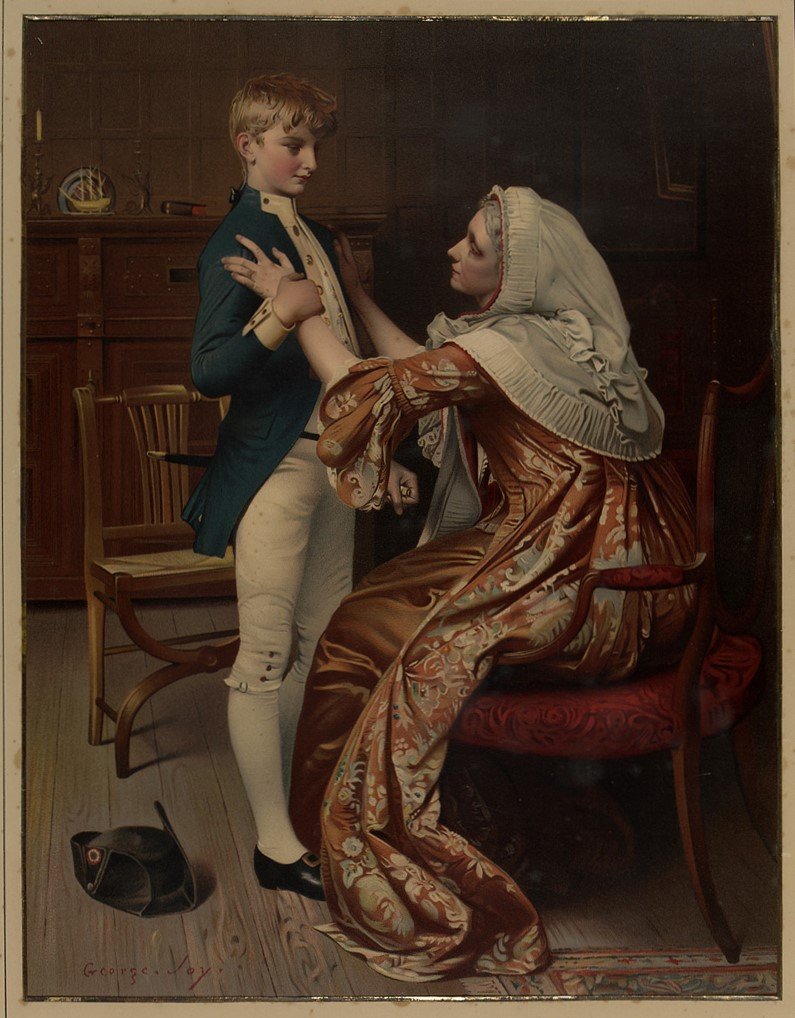
Бабушка провожает 13-летнего мичмана Горацио Нельсона в первое плавание
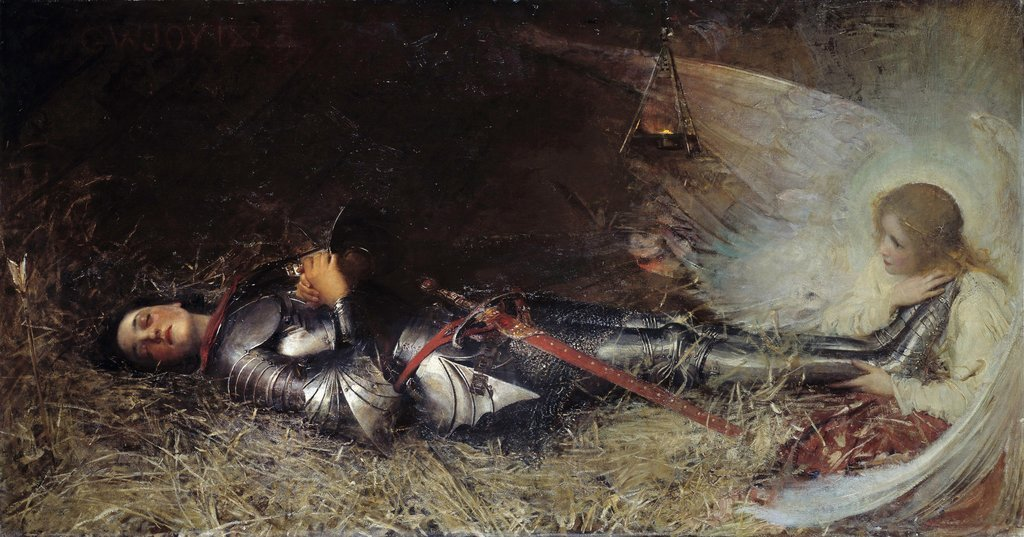
Жанна д’Арк